# Danmarks Kommunistiske Parti
 Denne artikel bør gennemlæses af en person med fagkendskab for at sikre den faglige korrekthed.

Danmarks Kommunistiske Parti (DKP) er et dansk politisk parti, der blev stiftet på en konference i Fredericia af tre udbrydergrupper fra Socialdemokratiet den 9. november 1919 under navnet Danmarks Venstresocialistiske Parti. I 1920 skiftede partiet navn til "Danmarks Kommunistiske Parti – sektion af Kommunistisk Internationale", populært bare kaldet "DKP". Partiet var stærkt inspireret af Den Russiske Revolution i 1917, hvor kommunister havde overtaget magten i Rusland.
Flere kendte danskere har været medlem af partiet igennem tiden, bl.a. Villy Fuglsang (modstandsmand), Alfred Jensen (modstandsmand, politiker, minister), Hans Kirk (forfatter), Carl Madsen (landsretssagfører), Martin Andersen Nexø (forfatter), Hans Scherfig (forfatter, kunstner), Carl Scharnberg (forfatter, højskolelærer), Rudolf Broby Johansen (forfatter, kunsthistoriker, filmkritiker), Inger Merete Nordentoft (skoleinspektør), Herluf Bidstrup (tegner), Klaus Haase (forfatter), Ditte Cederstrand (forfatter), Aksel Larsen (stifter af Socialistisk Folkeparti), Eric Danielsen (journalist og forfatter), Tørk Haxthausen (forfatter), Per Schultz (journalist og forfatter), Jens-Peter Bonde (mangeårigt medlem af Europaparlamentet), Preben Møller Hansen (fagforeningsformand), Hanne Reintoft (socialrådgiver, folketingsmedlem og forfatter), Peter Aalbæk Jensen (filmproducer), Mogens Fog (læge, modstandsmand, rektor), Tage Voss (læge), Erik Skinhøj (universitetsrektor, læge), Asger Jorn (maler), Kurt Jacobsen (historiker, professor), Ole Sohn (folketingsmedlem og erhvervsminister), Frank Aaen (folketingsmedlem) og Christian Juhl (fagforeningsformand og folketingsmedlem).

## DKP i dag
DKP ledes i dag af partiets formænd Henrik Stamer Hedin og Rikke G.F. Carlsson samt en landsledelse. DKPs lokalafdelinger hører under et af de i alt 6 distrikter, som hver er ledet af en lokal distriktsledelse. Medlemsmøder vælger et antal delegerede baseret ud fra distriktets antal medlemmer til partiets kongres, som er partiets øverste myndighed og som afholdes hvert 3 år. De delegerede til kongressen vælger en landsledelse, som efterfølgende vælger en formand og næstformand samt et forretningsudvalg.
DKP har i dag omkring 300 medlemmer. I december 2009 blev Ungkommunisterne stiftet i Århus. Ungkommunisterne fungerer som en ungdomsorganisation tilknyttet til DKP, KPiD, Kommunistisk Parti og Arbejderpartiet Kommunisterne. Ungkommunisterne erstattede DKU – Danmarks Kommunistiske Ungdom, der var DKPs officielle ungdomsorganisation fra 1919-1990. I 2021 skiftede Ungkommunisterne navn til Danmarks Kommunistiske Ungdom.

### Ideologi
DKP er et marxistisk-leninistisk parti.
Partiet bygger på Marx og Engels ideer om dialektisk og historisk materialisme og på Lenins videreudbygning af disse.

### Organisationsprincip
Partiets organisationsprincip bygger på demokratisk centralisme: Ledelserne vælges og kontrolleres af medlemmerne; alle ledelser skal aflægge regelmæssig beretning for medlemmerne. Der skal være plads for frie diskussioner, så alle medlemmer er med til at udforme partiets politik.
Kongressen:
Partiets øverste myndighed. Afholdes minimum hvert 3 år.
Medlemsmøder vælger et antal delegerede til kongressen.
Landsledelsen:
I gamle dage kendt som centralkomiteen. Består af 13 medlemmer og 3 suppleanter, herunder en formand og en næstformand som vælges af landsledelsen.
Kongressens delegerede vælger en landsledelse ud fra en skriftlig afstemning. Landsledelsen mødes 6 gange om året, hvor af 3 af møderne er udvidede (dvs. åbne for øvrige medlemmer).
Forretningsudvalget:
I gamle dage kendt som politbureauet. Udvælges af landsledelsen og står for den daglige administration af partiet i mellem landsledelsesmøderne.
Distriktsledelserne:
Der er i alt 5 distrikter i DKP med hver en distriktsledelse. Distriktsledelsen skal mindst bestå af 3 medlemmer; En formand, en bogholder og en kasserer. Distriktsledelsen vælges af distriktets medlemmer på et årligt distriktsmøde. Distriktsledelsen har pligt til at udføre årlige beretninger til landsledelsen og sikre at kongressen og landsledelsens beslutninger håndhæves i distrikterne.

### Mærkesager
- Modstand mod EU
- Modstand mod NATO
- Boligen – en menneskeret
- En reel socialpolitik
- Bekæmpelse af privatisering og udlicitering
- En skattepolitik til gavn for de arbejdende
- En selvstændig udenrigspolitik for fred og samarbejde
- Ret til arbejde og forøgelse af købekraft

## Partiets historie

### Tidslinje
- 1919 Partiet stiftes under navnet Danmarks Venstresocialistiske Parti af tre udbrydergrupper fra Socialdemokratiet.
- 1920 Partiet skifter navn til Danmarks Kommunistiske Parti, bliver en sektion af Kommunistisk Internationale og stiller op til Folketinget.
- 1932 Partiet får to mandater i Folketinget.
- 1937 Frivillige medlemmer af DKP, heriblandt Villy Fuglsang drager til Spanien for at kæmpe imod Franco-fascisterne.
- 1939 DKP får store problemer, da den Stalin ledede Sovjetunion indgår i en alliance med Nazi-Tyskland, også kaldet Molotov-Ribbentrop-pagten, der var navnet på den ikke-angrebs-pagt, Tyskland og Sovjetunionen indgik den 23. august 1939 i Moskva, blot en uge før Nazi-Tyskland indledte 2. verdenskrig med angrebet på Polen. Pagten garanterede tyskerne frit lejde til at angribe Polen og var en forsikring om, at Sovjet ikke ville støtte briterne og franskmændene i kampen mod tyskerne -et meget sort kapitel.
- 1941 DKP bliver forbudt ved lov (Kommunistloven), der er i strid med Grundloven. Partiet fortsætter sin aktivitet illegalt. En række medlemmer bliver anholdt.
- 1941 DKP begynder at organisere sabotage mod den tyske besættelsesmagt, bl.a. jernbanesprængninger og lign.
- 1945 DKP bliver lovligt igen. DKP får 18 mandater i Folketinget og en minister i Befrielsesregeringen.
- 1945 Land og Folk udkommer for første gang.
- 1949 DKP begynder sin modstandskampagne mod NATO.
- 1956 DKP er med til at organisere en række strejker.
- 1958 Partiets formand Aksel Larsen bliver ekskluderet og danner Socialistisk Folkeparti. Knud Jespersen bliver valgt som ny formand.
- 1960 DKP ryger ud af Folketinget.
- 1970 Hanne Reintoft melder sig ind i partiet, og DKP bliver derved repræsenteret i Folketinget frem til valget i 1971.
- 1973 DKP begynder modstandskampagne mod EF (i dag EU). Kommer i Folketinget igen samme år, med seks mandater.
- 1977 DKPs formand Knud Jespersen dør. Jørgen Jensen bliver valgt som ny formand.
- 1979 DKP ryger ud af Folketinget igen.
- 1987 Ole Sohn bliver formand for DKP.
- 1989 DKP danner Enhedslisten sammen med Venstresocialisterne og Socialistisk Arbejderparti.
- 1991 DKP fastholder sin støtte til Enhedslisten.
- 1991 Dagbladet Land og Folk lukker, bliver senere erstattet af månedsbladet Skub. Ole Sohn træder af som formand; partiet får kollektiv ledelse.
- 1994 Enhedslisten kommer i Folketinget med seks mandater, hvoraf de to er medlem af DKP.
- 1999 DKP fejrer 80 års jubilæum.
- 2003 Henrik Stamer Hedin bliver formand for DKP.
- 2009 DKP fejrer 90 års jubilæum.
- 2011 DKP tager i modsætning til Enhedslisten afstand fra Danmarks militære deltagelse i Borgerkrigen i Libyen.
- 2012 DKP afholder sin 33. kongres den 16. – 17. juni 2012 i Valby, hvor det bl.a. besluttes at genforeningsprocessen med KPiD skal fortsætte. I oktober tager DKP's landsledelse afstand fra "enhver imperialistisk aggression mod Syrien".
- 2023 DKP genforenes med Kommunistisk Parti i Danmark.[4] Skub ophører med at udkomme. Det nye fælles blad bliver månedsbladet Kommunist, hidtil udgivet af KPiD.[5]

### Stiftelsen af Danmarks Venstresocialistiske Parti (1919)
Den 9. november 1919 indkaldte ledende medlemmer af Socialdemokratisk Ungdomsforbund til en konference i Fredericia for at stifte Danmarks Venstresocialistiske Parti. Socialdemokratisk Ungdomsforbund havde tre år forinden brudt med Socialdemokratiet fordi Socialdemokratiets leder Thorvald Stauning var indtrådt i regeringen som kontrolminister i 1916, midt under Første Verdenskrig.
Under konferencen i Fredericia tilsluttede de to partier, Socialistisk Arbejderparti og Det Uafhængige Socialdemokrati sig til det nye parti – Danmarks Venstresocialistiske Parti. På denne stiftende konference fik det nye parti 2000 medlemmer. De tre partier der lagde grund for stiftelsen af partiet var alle udbrydere fra Socialdemokratiet. Socialdemokratisk Ungdomsforbund skiftede derefter navn til Danmarks Kommunistiske Ungdom.

### Nyt partinavn og Folketingsvalg (1920)
Partiet ønskede at stå tættere sammen med andre kommunistiske partier i verden, der i 1920 havde stiftet Kommunistisk Internationale i Moskva. Partiet skiftede i 1920 navn til 'Danmarks Kommunistiske Parti – sektion af Kommunistisk Internationale', og var som sådan underordnet sovjetisk kontrol. Samme år deltog partiet i dets første Folketingsvalg, hvor partiet fik 3.859 stemmer (0,4%).
Protesterne under Påskekrisen var DKPs første større manifestation på den politiske scene i Danmark. Under Påskekrisen prøvede DKP at overbevise arbejderne om at kæmpe for en "rådsrepublik", men rådsrepublikker sagde ikke arbejderne noget i situationen, hvorfor DKP ikke opnåede nogen større succes med forehavendet.. I 1920'erne var DKP en ledende kraft på venstrefløjen i Danmark og var tit arrangør af større demonstrationer og protester; ved Lenins død kaldte partiet til mindeforsamling i København, hvor nogle tusinde københavnske arbejdere deltog.

### DKP bliver valgt til Folketinget (1932)
Det var en tid med økonomisk krise op til folketingsvalget i november 1932. Mange danskere havde mistet deres arbejde imens DKP henviste til den enorme fremgang for arbejderne i Sovjetunionen efter Stalins vellykkede femårsplan der netop var ved at være afsluttet. DKP oplevede fremgang både politisk og i fagbevægelsen. Ved Folketingsvalget den 16. november 1932 blev partiformand Aksel Larsen og Arne Munch-Petersen valgt til Folketinget for DKP.
DKP hjalp efter Hitlers magtovertagelse tyske flygtninge som illegalt var taget til Danmark, efter massive race- og politiske-forfølgelser i Nazi-Tyskland, det var særligt tyske kommunister som modtog hjælp. Partiet tog klar afstand til nazismen og frygtede at en ny verdenskrig ville blive startet, hvis ikke Hitlers militære oprustning blev standset, de mente heller ikke at de liberale lande gjorde noget for freden, i stedet måtte Sovjetunionens "konsekvente fredspolitik" støttes, de definerede deres egen politik således:
| Citat                                                                    | Reaktion og fascistisk diktatur I kampen for, trods arbejderbefolkningens utilfredshed og systemets egne indre modsætninger, dog at holde magten endnu en tid, griber den faatallige, men herskende overklasse til mere og mere aabenlyse og diktatoriske undertrykkelsesidler, og i mange lande er Kapitalens aabne, brutale fascistiske diktatir en kendsgerning. Fascismen eller nazismen betyder den mest skaanselsløse, blodige undertrykkelse af den arbejdende befolkning og Hiter-Tyskland med sine rekordsrustninger, sin mægtige krigsindustri stræber bevidst henimod en verdenskrig, forfærdeligere end den foregaaende, . . . Alle kapitalistiske lande kapruster med krigen for øje, og kun deres egne modsætninger, kapitalisternes frygt for arbejderklassen samt Sovjet-Unionens konsekvente fredspolitik, har påvirket, at krigen ikke allerede er begyndt. | Citat |
| Uddrag af manifest vedtaget af Centralkomiteen for DKP den 30. juni 1935 | |       |

I slutningen af 1930'erne mente de danske kommunister ikke at kampen mod en ny krig var tabt på forhånd, men derimod at dens resultat afhang af om masserne ville støtte op om Sovjetunionen(kommunismen), og måske kunne tvinge de kapitalistiske landes regeringer "ind på fredens vej". Da Sovjetunionen og Tyskland i 1939 indgår en ikke-angrebs pagt er de danske kommunister ikke begejstrede, men vælger at støtte op om den, da de tror på Sovjets fredspolitik vil sikre at en krig ikke starter, DKP støttede også op om Sovjetunionen under Vinterkrigen mod Finland i 1939, hvilket for en periode gjorde dem upopulære blandt mange.

### DKP bliver forbudt – men forsætter illegalt (1941)
Den 22. juni 1941 blev Sovjetunionen angrebet af Tyskland. Efterfølgende beordrede den tyske besættelsesmagt i Danmark politiet til at anholde 66 navngivne kommunister . Det danske politi valgte at anholde fem gange så mange kommunister, som tyskerne havde krævet . I blandt de anholdte var folketingsmedlem Martin Nielsen, der på trods af sin immunitet fra Folketinget blev anholdt og interneret i Horserødlejren. DKP blev forbudt ved lov, vedtaget af et flertal i Folketinget – direkte i modstrid med Grundloven.
DKP fortsatte som en illegal organisation og blev kendt for bl.a. at udgive det illegale modstandsblad Land og Folk. I 1942 indleder kommunisterne organiseret sabotage mod jernbaner som tyskerne anvender og mod danske virksomheder der samarbejder med den tyske besættelsesmagt. Under resten af krigen udgjorde kommunisterne en stor del af modstandsbevægelsen på landsplan.
Den 29. august 1943 rykkede tyskerne ind i Horserødlejren hvor nu 243 kommunister sad fængslet. 93 nåede at flygte, 150 øvrige blev i oktober 1943 flyttet til kz-lejren Stutthof, hvor 21 af dem mistede livet .
Under besættelsen havde DKP i alt 2 medlemmer i Danmarks Frihedsråd, der var det ledende organ for Modstandsbevægelsen i Danmark. Det var Børge Houmann og Alfred Jensen.

### DKP bliver lovligt igen – første ministerpost (1945)
Efter Danmarks befrielse den 5. maj 1945 bliver Kommunistloven ophævet og DKP bliver lovligt igen. DKP kom med i Befrielsesregeringen med partiets første ministerpost, Alfred Jensen, trafikminister for DKP.
Ved Folketingsvalget den 30. oktober 1945 fik DKP sit bedste valg, i alt 255.236 stemmer (12,5%) og 18 mandater i Folketinget. Samme år skønnes det at DKP havde omkring 60.000 medlemmer. Det var partiets højdepunkt og de efterfølgende år begyndte det at gå ned af bakke.
I 1953 fik partiet ved folketingsvalget i april 98.940 stemmer, og dermed 7 mandater, der var senere samme år valg igen i september, her fik partiet kun 93.824, men alligevel 8 mandater. Partiet gik blandt andet til valg på en aktiv fredspolitik, hvor der blev skåret ned på militærudgifterne.

### Splittelsen (1958)
I 1956 invaderede Sovjetunionen Ungarn, hvilket medførte massive udmeldinger af DKP og omfattende kritik. Hertil kom en tiltagende intern uro, der især blev forstærket efter at Khrusjtjov på SUKP's 20. partikongres havde undsagt Stalin og dennes politik. Det førte til en hård partikamp mellem stalinister og mere reformvenlige, der efter to års uro endte med stalinisternes sejr og eksklusion af DKPs formand Aksel Larsen, der året efter dannede Socialistisk Folkeparti (SF). Knud Jespersen der var lagerarbejder, fagforeningsaktivist og byrådsmedlem i Aalborg blev ny formand for et stærkt svækket DKP.

### Ud af Folketinget (1960)
Ved Folketingsvalget den 15. november 1960 fik DKP kun 1,1% af stemmerne og røg dermed ud af Folketinget.
Efter Kina i begyndelse af 1960erne afbryder alle sine forbindelser med Sovjetunionen, vælger DKP at støtte op omkring det sovjetiske parti og dets retning uden større diskussion inden for partiet, det fører til splittelse, en gruppe medlemmer forlader derfor partiet og danner i stedet Kommunistisk Arbejdskreds, et maoistisk parti der overtager de forbindelser DKP før havde haft med Kina og dets kommunistiske parti.
I 1970 valgte folketingsmedlemmet Hanne Reintoft, der tidligere havde repræsenteret SF, at melde sig ind i DKP, hun blev derfor partiets eneste folketingsmedlem, men allerede ved valget året efter røg hun dog ud af Folketinget igen. Selv om DKP oplevede en lille fremgang ved valget i 1971, skulle der dog gå nogen år inden partiet igen fik mandater i folketingssalen.

### I Folketinget igen (1973)
I starten af 70'erne begyndte modstanden mod EF (i dag EU) og aktiviteten i fagbevægelsen og ungdomsoprøret førte til DKPs næste parlamentariske gennembrud. Ved Folketingsvalget i december 1973 fik DKP 3,6% af stemmerne – der førte til seks mandater.

### Endeligt ud af Folketinget (1979) og tab af prominente medlemmer (1982)
DKPs frontfigur og partiets formand, Knud Jespersen var død to år forinden. Det lykkedes ikke for den nye formand Jørgen Jensen at løfte arven efter Knud og DKP røg endeligt ud af Folketinget ved valget i 1979 med 1,9% af stemmerne.
I 1982 forlod en række andre fremtrædende kulturpersonligheder DKP i protest mod partiets kulturpolitik. Den 29. marts 1982 offentliggjorde Dagbladet Information en artikel af partimedlemmet Dea Trier Mørch, "Kunst og kommunisme", i hvilket hun bl.a. erklærede: "Parolestilen fra slutningen af 60'erne op til midten af 70'erne er ikke længere brugbar... Kommunisterne i Vesteuropa skal væk fra den opfattelse, at en såkaldt dissident straks er en fjende af socialismen... Det er min mening, at DKP .. skal fastholde, at at midler som deportation, indlæggelse eller eksilering ikke kan accepteres." Dagen efter – den 30. marts – meldte Trier Mørch sig ud af partiet. Hun fik følgeskab få måneder senere, da en gruppe på 9 fremtrædende medlemmer i en kronik i B.T. 10. juni udtalte hård kritik af partiets ledelse. Gruppen bestod af Hanne Reintoft, Erik Clausen, Knud Leihøj, Carsten Clante, Per Schultz, Lars Bonnevie, Kjeld Ammundsen, Jane Rasch og Steen Hartvig Jacobsen, hvor af de 4 var medlemmer af partiets kulturudvalg. Alle endte med at blive ekskluderet eller gå selv. Samme år forlod også Bjørn Erichsen partiet.

#### DKPs rolle i fagbevægelsen i 1980'erne
"De udfordringer, den skærpede internationale og nationale klassekamp stiller, kræver, at partiets kraft sættes ind på at udvikle aktivitet i stadig større dele af befolkningen . . . Der skal igangsættes initiativer og aktioner der kan samle stadig bredere dele af arbejderklassen og den øvrige befolkning mod den kapitalistiske krises følgevirkninger og mod den borgerlige regerings nedskæringspolitik", indledning til arbejdsresolution, 27. parti kongres i foråret 1983. Denne kongres var præget af kampen i fagbevægelsen, som DKP mente var for socialdemokratisk domineret, året inden kongressen var der mange strejker og protester imod det DKP kaldte "Schlüters klassepolitik".
I DKP blev der ved denne kongres nedsat et fagligt sekretariat og et fagligt landsudvalg til at varetage de politiske og organisatoriske opgaver indenfor partiets arbejde i fagbevægelsen, det bestod mest i at hjælpe og støtte op om de medlemmer der var aktive i fagforeningerne rundt omkring og de medlemmer som havde tillidshverv eller var tillidsmænd.

### DKP i dannelsen af Enhedslisten (1989)
Efter en periode med splittelse og dårlige valg besluttede DKP, Venstresocialisterne og Socialistisk Arbejderparti sig at indlede et samarbejde under navnet Enhedslisten(dannet 1989). Processen startede med Venstresocialisternes vedtagelse af det såkaldte "blå papir" i 1985 og faldt sammen med udfoldelsen af Gorbatjovs perestrojka- og glastnostpolitik. Ole Sohn indgik efter overtagelsen af formandsposten i DKP i foråret 1987 i forhandlinger med de andre partiers repræsentanter, men var meget skeptisk. Ud over gamle politiske uoverensstemmelser var det nok et problem, at DKP med 7-8000 medlemmer havde en langt større medlemsbasis end de andre. De store politiske forskelle fik mange til at tro på, at Enhedslisten ikke ville kunne fungere. F.eks. mente Gert Petersen, daværende formand for SF, at et samarbejde mellem to klart forskellige grupper som stalinister og VS'er ville slå fejl. Først efter endnu et valgnederlag i 1988 kom der for alvor gang i forberedelserne til dannelsen af Enhedslisten samtidig med at uoverensstemmelserne i DKP intensiveredes og DKP's medlemstal begyndte at falde. Ved valget i 1996 fik Enhedslisten 6 mandater, heraf 2 medlemmer af DKP, hvilket betød at der – for første gang siden 1979 – igen sad kommunister fra DKP i Folketinget.
Da Berlinmuren faldt i 1989 og Sovjetunionen blev opløst i 1991 blev DKP meget svækket. I 1991 meldte formanden Ole Sohn sig ud og gik året efter over til SF. Derefter fik DKP en kollektiv ledelse frem til 2003, hvor Henrik Stamer Hedin bliver valgt som formand. Ved DKP's 30. kongres i 1990 havde partiet 5.000 medlemmer, i 1999 var tallet faldet til 500 og i 2011 var der ca. 190 tilbage.

### Ny ungdomsorganisaation
Den 21. november 2009 dannede unge i DKP igen en ungdomsorganisation, Ungkommunisterne. (DKP's oprindelige ungdomsorganisation blev opløst i 1990 i forbindelse med krisen i partiet.) Kort tid efter gik KPiDs ungdom ind i organisationen.

### DKP's 2012-kongres vedtager øget samarbejde med KPiD
Den 16. – og 17. juni 2012 afholdt DKP sin 33. kongres, hvor det bl.a. blev besluttet af et flertal af de delegerede, at genforeningsarbejdet med KPiD skal fortsætte, bl.a. med fælles arrangementer og aktiviteter i første omgang. Den største forhindring for genforeningen er, at DKP også tillader dets medlemmer at være medlem af Enhedslisten, hvilket KPiD ikke gør. KPiD kræver at dobbeltmedlemskab bliver forbudt ved en genforening, men et flertal i DKP fastholder at dobbeltmedlemskab fortsat skal være tilladt. Det er besluttet på begge partiers to kongresser i 2012 at genforeningsarbejdet i første omgang skal baseres på, at partierne gradvist arbejder tættere sammen - uden en endnu fastsat dato for genforening.

### Støtte til Dansk Syrisk Forening
Ved et møde i landsledelsen i oktober 2012 valg DKP's ledelse enstemmigt at tage afstand fra enhver imperialistisk aggression mod Syrien under den borgerkrigen som udspiller sig i Syrien, og DKP udtrykte sin støtte til, at den syriske regering bekæmper enhver udenlandsk indblanding, herunder den væbnede opstande. Det besluttedes også, at partiet skulle indgå et samarbejde med Dansk Syrisk Forening.

## Partiformænd
| Navn                                       | Periode   | Billede | Kommentar                                                                       |
| ------------------------------------------ | --------- | ------- | ------------------------------------------------------------------------------- |
| Ernst Christiansen                         | 1919-1926 |         |                                                                                 |
| Sigvald Hellberg                           | 1926-1927 |         |                                                                                 |
| Thøger Thøgersen                           | 1927-1931 |         |                                                                                 |
| Aksel Larsen                               | 1932-1958 |         |                                                                                 |
| Ib Nørlund                                 | 1941-1945 |         | Under den illegale periode under besættelsen, mens Aksel Larsen var arresteret. |
| Knud Jespersen                             | 1958-1977 |         |                                                                                 |
| Jørgen Jensen                              | 1977-1987 |         |                                                                                 |
| Ole Sohn                                   | 1987-1991 |         |                                                                                 |
| Kollektiv ledelse                          | 1991-2003 |         |                                                                                 |
| Henrik Stamer Hedin                        | 2003-2023 |         |                                                                                 |
| Henrik Stamer Hedin og Rikke G.F. Carlsson | 2023-2024 |         |                                                                                 |
| Rikke G.F. Carlsson                        | 2024-nu   |         |                                                                                 |

## Valgresultater
| Folketingsvalg     | Stemmer             | Procent             | Mandater            |
| ------------------ | ------------------- | ------------------- | ------------------- |
| 26. april 1920     | 3.859               | 0,4 %               | 0                   |
| 6. juli 1920       | 2.439               | 0,3 %               | 0                   |
| 21. september 1920 | 5.160               | 0,4 %               | 0                   |
| 1924               | 6.219               | 0,5 %               | 0                   |
| 1926               | 5.678               | 0,4 %               | 0                   |
| 1929               | 3.656               | 0,3 %               | 0                   |
| 1932               | 17.179              | 1,1 %               | 2                   |
| 1935               | 17.135              | 1,0 %               | 2                   |
| 1939               | 40.893              | 2,4 %               | 3                   |
| 1943               | Partiet var forbudt | Partiet var forbudt | Partiet var forbudt |
| 1945               | 255.236             | 12,5 %              | 18                  |
| 1947               | 141.037             | 7,0 %               | 9                   |
| 1950               | 94.523              | 4,6 %               | 7                   |
| 21. april 1953     | 98.940              | 4,8 %               | 7                   |
| 22. september 1953 | 93.824              | 4,3 %               | 8                   |
| 1957               | 72.315              | 3,1 %               | 6                   |
| 1960               | 27.298              | 1,1 %               | 0                   |
| 1964               | 32.390              | 1,2 %               | 0                   |
| 1966               | 21.553              | 0,8 %               | 0                   |
| 1968               | 29.706              | 1,0 %               | 0                   |
| 1971               | 39.564              | 1,4 %               | 0                   |
| 1973               | 110.715             | 3,6 %               | 6                   |
| 1975               | 127.837             | 4,2 %               | 7                   |
| 1977               | 114.022             | 3,7 %               | 7                   |
| 1979               | 58.901              | 1,9 %               | 0                   |
| 1981               | 34.625              | 1,1 %               | 0                   |
| 1984               | 23.085              | 0,7 %               | 0                   |
| 1987               | 28.974              | 0,9 %               | 0                   |
| 1988               | 27.439              | 0,8 %               | 0                   |